# Herren von Rebstock

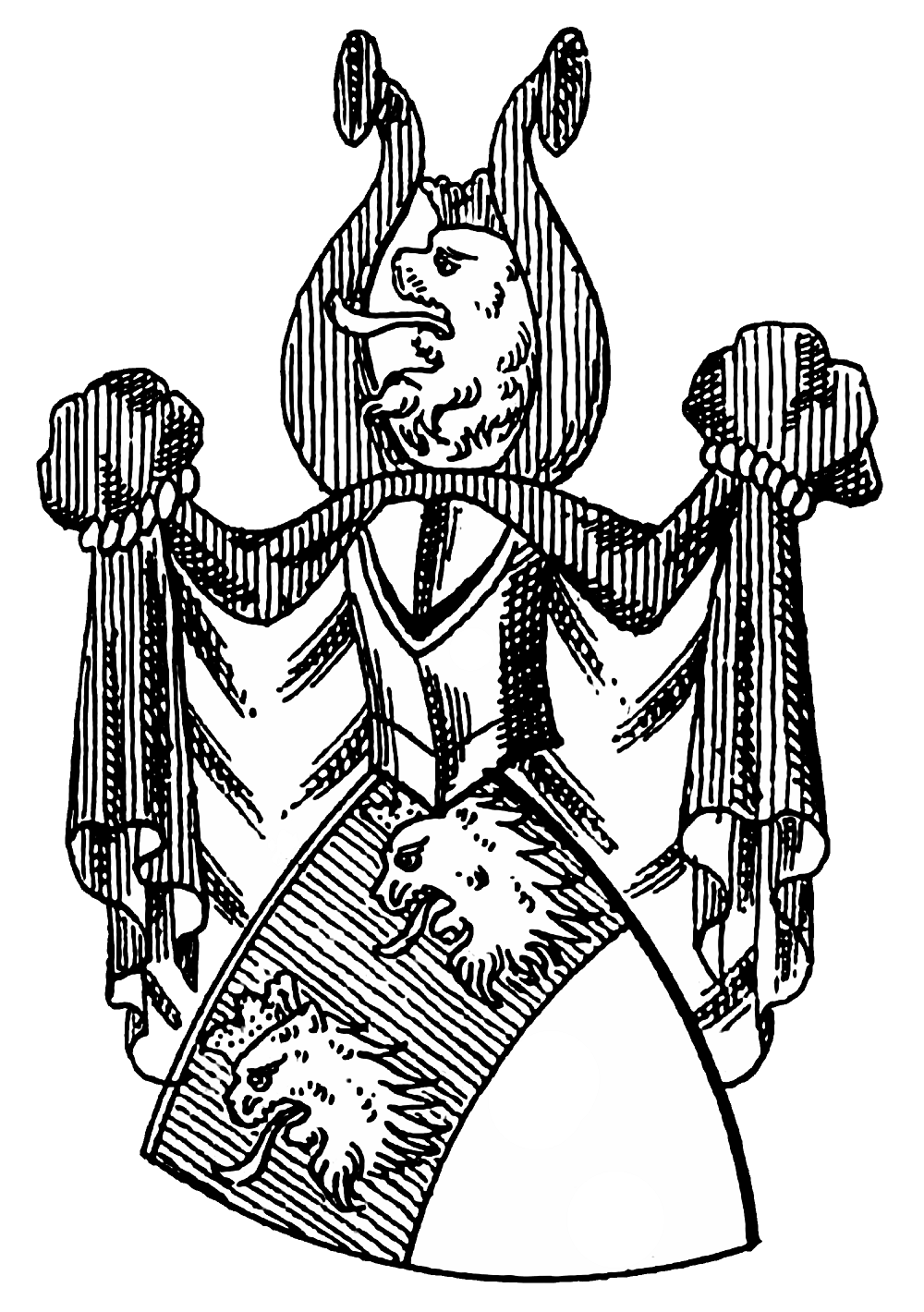
Wappen der Rebstock

Rebstock (auch de Rebstock oder Rebstöck) ist der Name eines alten Straßburger Patrizier- und Adelsgeschlechts. Die Herren und Freiherren von Rebstock gehörten zum elsässischen Uradel.

## Geschichte
Erstmals urkundlich erwähnt wird die Familie mit Konrad Rebstock, 1239 und 1240 genannt als Ratsherr zu Straßburg. Die ununterbrochene Stammreihe beginnt mit Nikolaus Rebstock, gestorben 1266 in Straßburg.
Etliche Mitglieder der Familie gehörten zum Patriziat der freien Reichsstadt Straßburg, also zu den regimentsfähigen Geschlechtern. Bereits im 15. Jahrhundert waren die Rebstock in der Reichsritterschaft Ortenau immatrikuliert. Die Familie besaß Reichsunmittelbarkeit, unterstand somit direkt dem Kaiser. Sie brachte Straßburger Stettmeister und Burggrafen, sowie mit Maria Magdalena eine Äbtissin der Abtei Andlau im Reichsfürstenstand hervor, die 1609 verstarb. Mit ihrem Bruder Johann Gabriel erlosch 1619 der erbfolgeberechtigte Mannesstamm des Adelsgeschlechts.

## Wappen
Das Wappen zeigt in von Rot und Silber geteiltem Schild oben zwei gekrönte goldene Löwenrümpfe. Auf dem Helm mit rot-goldenen Decken goldene Löwenrumpf zwischen zwei roten Hörnern.

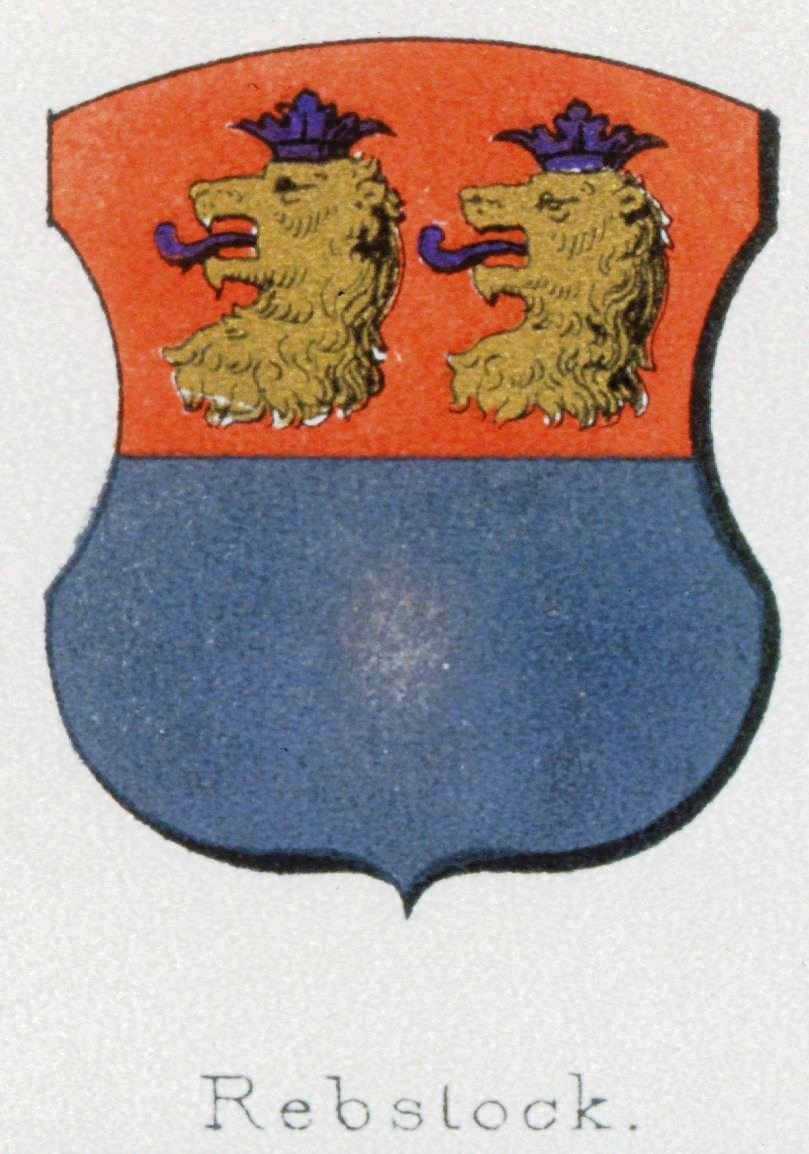
von Rebstock 15. Jahrhundert
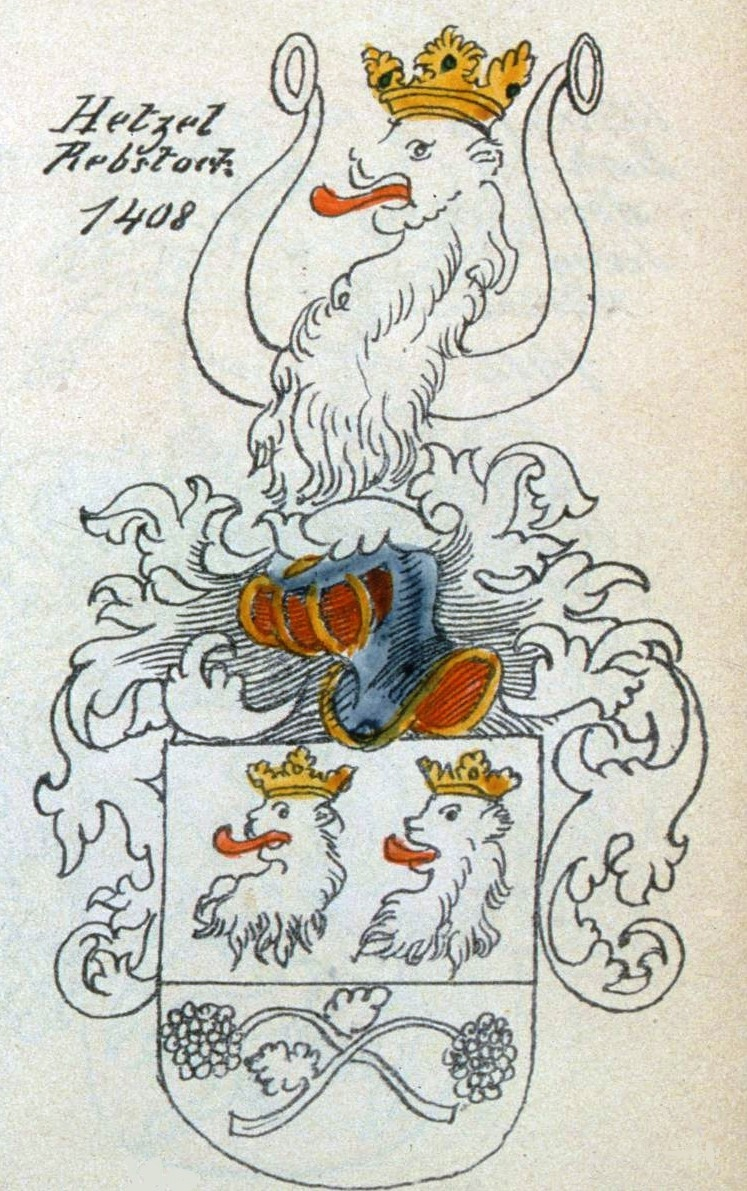
Hetzel von Rebstock um 1408
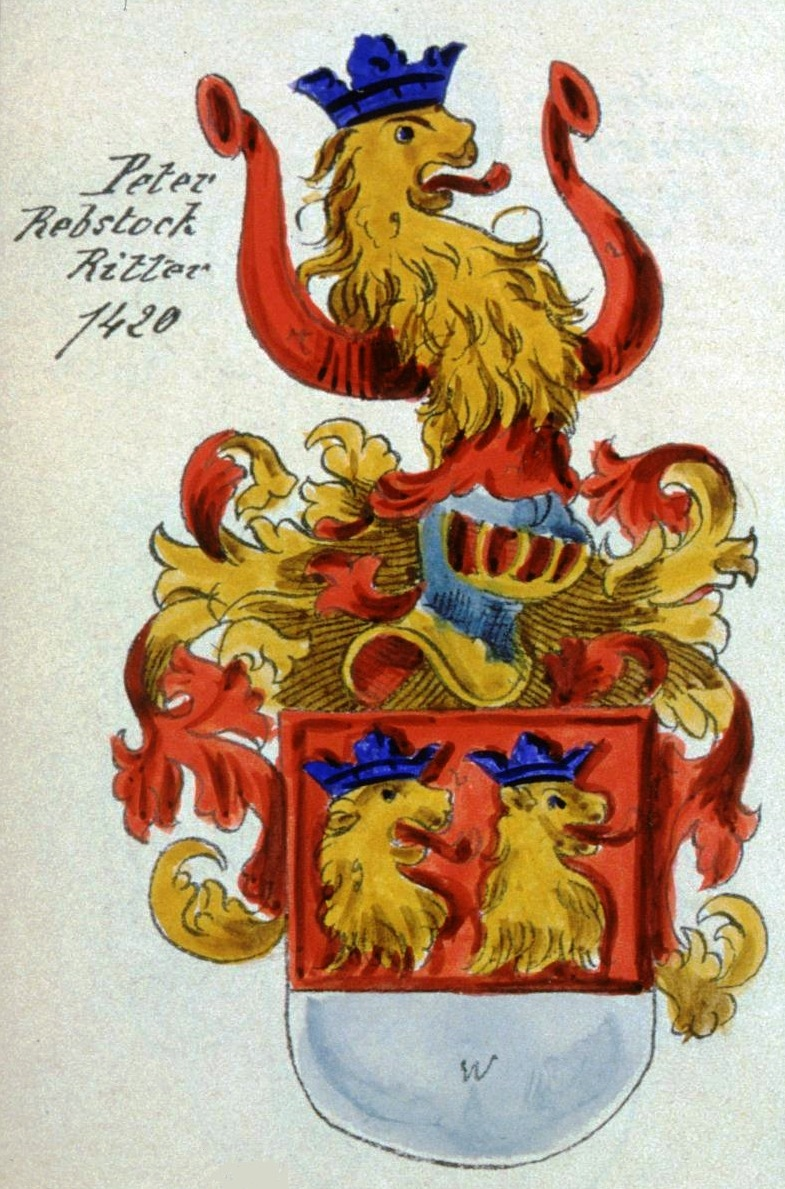
Ritter Peter von Rebstock um 1420
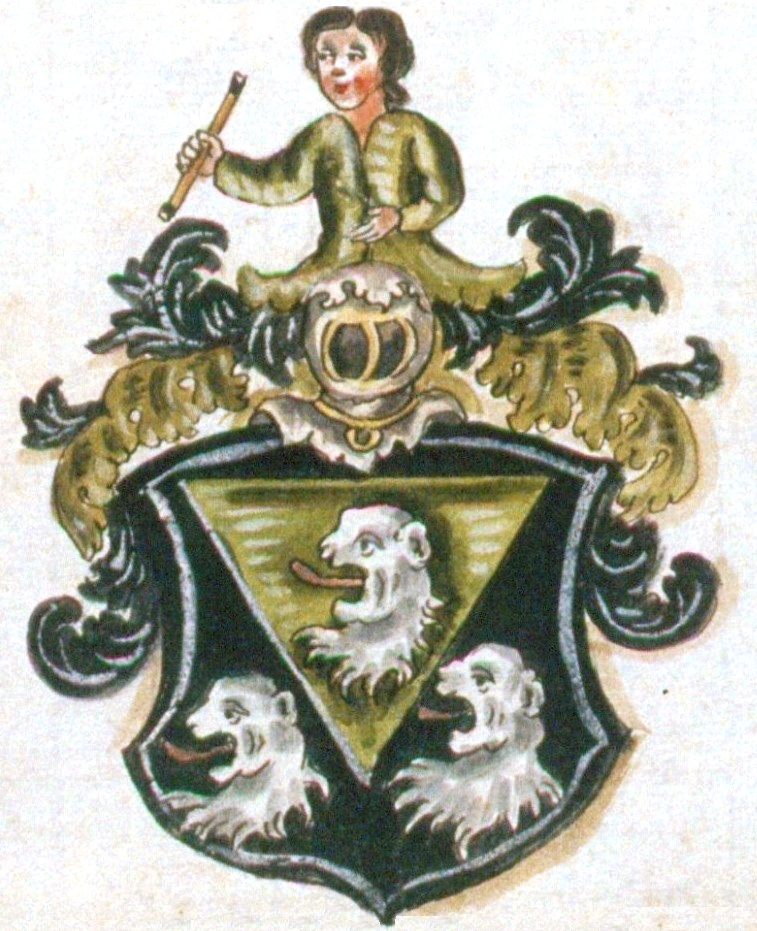
Ritter Johann-Gabriel von Rebstock 17. Jahrhundert
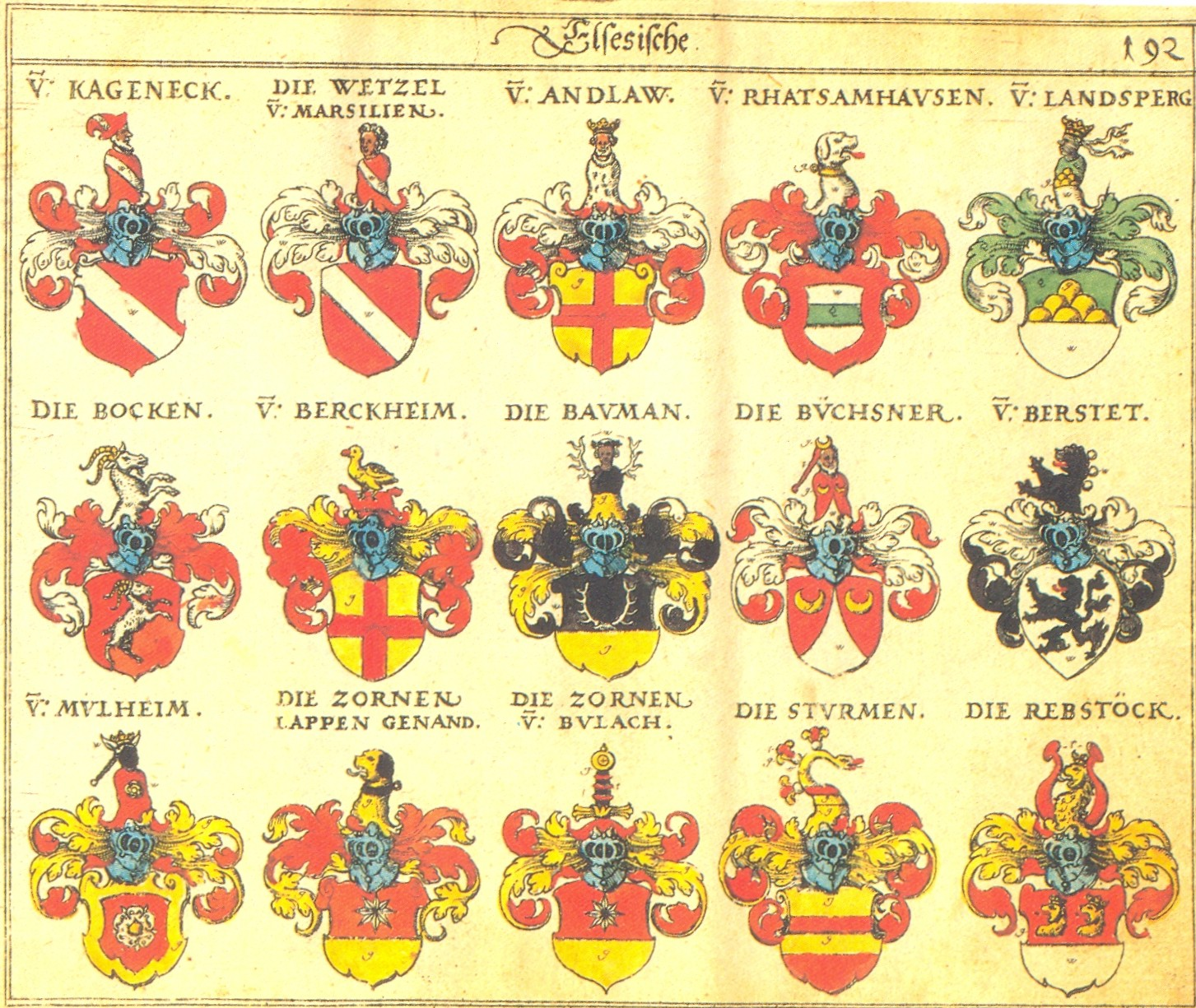
Wappen in Siebmachers Wappenbuch von 1605 (rechts unten)
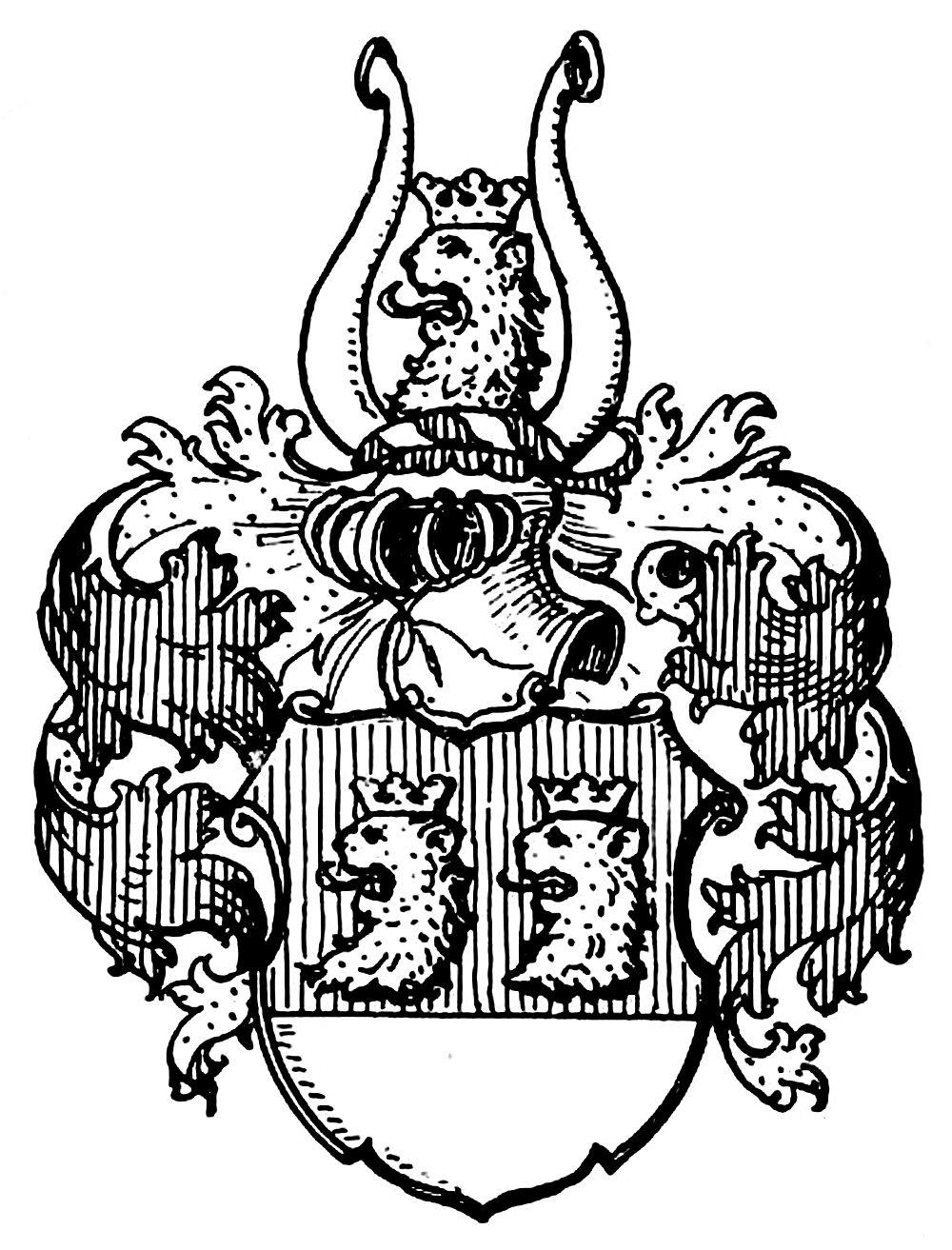
Wappen im Oberbadischen Geschlechterbuch

## Einstiger Besitz

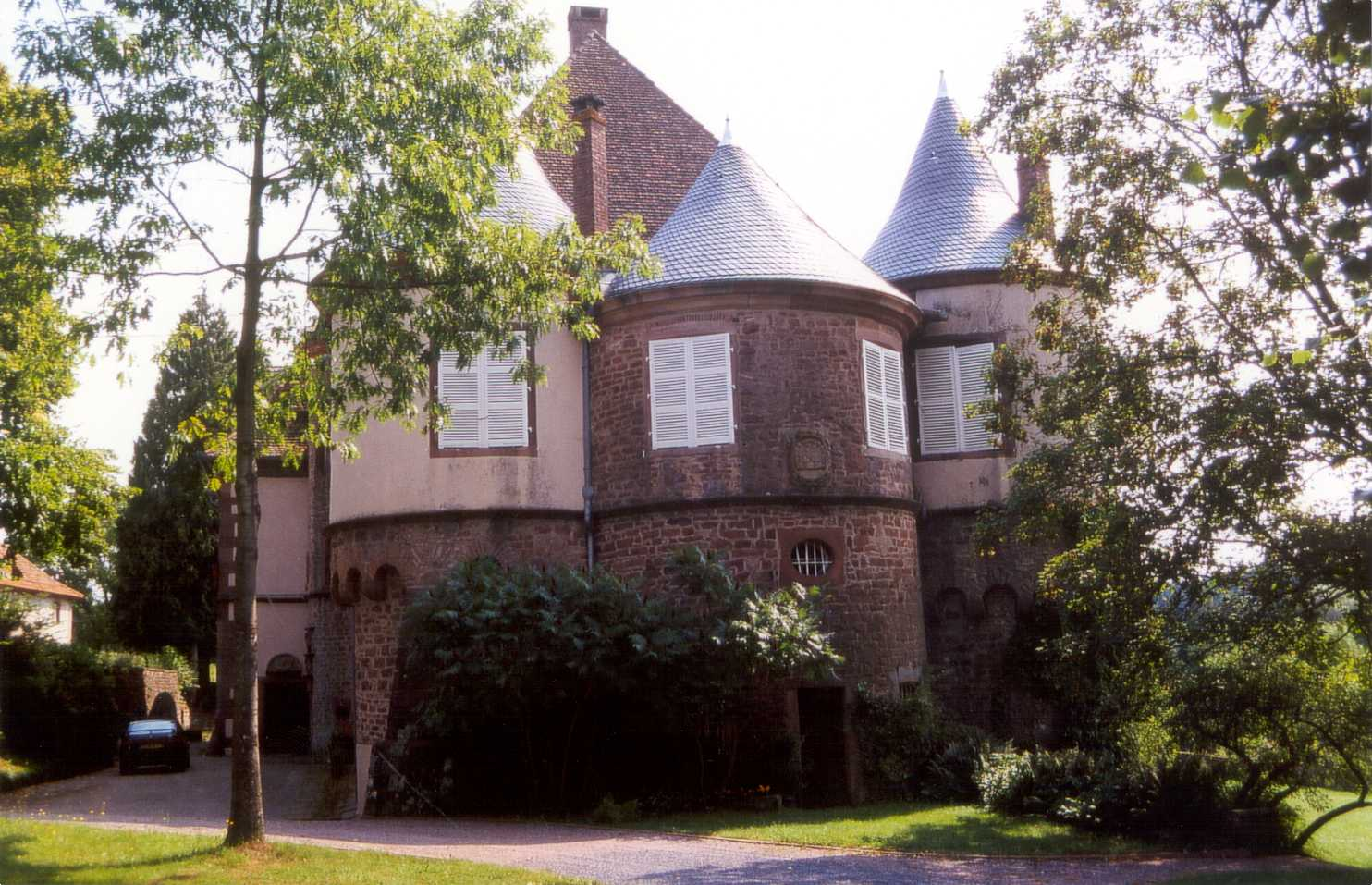
Chateau de Birkenwald

Vom späten 16. bis zum frühen 17. Jahrhundert befand sich das Chateau de Birkenwald (Elsass) im Besitz der Familie; zuerst durch die Fürstäbtissin Marie-Madeleine de Rebstock, nach deren Tod durch ihren Bruder Johann-Gabriel von Rebstock.

## Bekannte Namensträger
- Jeremias Rebstock (1602–1660), deutscher evangelischer Theologe
- Marie-Madeleine de Rebstock, Herrin von Wangenbourg und Marlenheim etc.[2] (1570–1609), Fürstäbtissin des Klosters Andlau (Elsass)